# Mužla
Mužla (in ungherese Muzsla) è un comune della Slovacchia facente parte del distretto di Nové Zámky, nella regione di Nitra.